# Stávka šiček v továrně Ford v Dagenhamu
Stávka šiček v továrně Ford v Dagenhamu byla roku 1968 přelomovým sporem ve Spojeném království. Jako důsledek stávky byl přijat Equal Pay Act 1970, první zákon v UK, který měl ukončit platovou diskriminaci mezi muži a ženami.

## Stávka
Stávka začala 7. června 1968, když šičky v továrně Ford v Dagenhamu v Essexu vystoupily a později je následovaly i šičky z továrny Ford v Halewoodu. Ženy vyráběly potahy na sedadla a když kvůli stávce došly zásoby, došlo k zastavení produkce celé automobilky.
Důvodem k vystoupení šiček bylo jejich přeřazení do kategorie B (méně profesně náročné činnosti) z kategorie C (více profesně náročné činnosti) a skutečnost, že by měly dostávat o 15 % procent nižší mzdu než muži v kategorii B. V té době bylo běžné, že firmy platily ženám méně než mužům bez ohledu na náročnost práce.
Po intervenci Barbary Castleové, ministryně pro State for Emplyment and Productivity v kabinetu Harolda Wilsona stávka byla po třech týdnech ukončena. Součástí dohody bylo okamžité zvýšení mzdy na 92 % hodnoty mužských mezd a dorovnání na stejnou úroveň během příštího roku. Zároveň byla ustanovena vyšetřovací komise (dle Industrial Courts Act 1919), která zkoumala přeřazení žen do nižší kategorie, ačkoliv nenašla nic v jejich prospěch. Do kategorie C byly ženy zařazeny teprve po další šestitýdenní stávce v roce 1976. 

## Dopad
Stávka měla hluboký dopad. Stala se příkladem pro ženské odbory, které založily National Joint Action Campaign Committee for Women's Equal Rights (NJACCWER), který uspořádal „demonstraci za rovné mzdy“ na Trafalgar Square 18. května 1969. Zúčastnilo se jí přibližně 1 000 lidí.
Konečným důsledkem bylo přijetí Equal Pay Act 1970, který vešel v platnost v roce 1975 a který poprvé zakazoval nerovné zacházení mezi muži a ženami v oblasti mzdy a pracovních podmínek. Během druhého čtení zákona poslankyně Shirley Summerskillová prohlásila, že šičky hrály „velmi významnou roli v dějinách boje za rovnou mzdu“. Poté, co UK vstoupila do Evropské unie v roce 1973, začalo pro ně platil článek 119 Římských smluv z roku 1957, který uváděl, muži a ženy by za stejnou práci měli dostávat stejnou mzdu.

## Kultura
V roce 2010 byl uvedena filmová dramatizace stávky s názvem Made in Dagenham (v češtině „Vyrobeno v Dagenhamu“).